# Donald Peterman
Donald „Don“ Peterman (* 3. Januar 1932 in Los Angeles, Kalifornien; † 5. Februar 2011 in Palos Verdes, Kalifornien) war ein US-amerikanischer Kameramann. Er war einer der führenden Bildgestalter beim hochwertigen Hollywood-Unterhaltungskino der 1980er und 1990er Jahre.

## Leben und Wirken
Donald „Don“ Peterman hatte in seiner Heimatstadt Los Angeles die University of Southern California besucht und seine praktische Ausbildung zum Kameramann als Filmeinleger während seines zweiten Ausbildungsjahres an der Filmschule begonnen. Seinen Militärdienst leistete der Kalifornier als Kameramann beim U.S. Army Signal Corps ab.
Im Alter von 22 Jahren setzte Peterman sein ziviles Berufsleben bei einer auf optische Geräte spezialisierten Firma fort. Anschließend ging er zu 'Cascade Pictures', für die Peterman über 300 Werbefilme fotografierte. Über den Regisseur Arch Oboler gelang ihm der Einstieg beim Kinofilm. Doch erst ab 1978 konnte Peterman regelmäßig Aufträge als Chefkameramann erlangen.
Don Peterman stand von Anbeginn bei professionell gemachter, jedoch überwiegend konventioneller Hollywood-Unterhaltung hinter der Kamera. Dabei handelte es sich vorwiegend um höher- bis hochklassige A-Produktionen. Einiger dieser Inszenierungen erwiesen sich als veritable Kassenhits wie der von ihm in Werbeästhetik fotografierte Tanzfilm Flashdance, das moderne Nixen-Märchen Splash – Eine Jungfrau am Haken, die Alten- & Alien-Komödie Cocoon und die originelle Geschichte zweier schwarzgewandeter Jäger von sich auf Erden unbotmäßig verhaltenden Außerirdischen, Men in Black. Bemerkenswert gerieten Don Peterman außerdem die Surf- und Luftaufnahmen zu Kathryn Bigelows Bankräuber-Krimi Gefährliche Brandung.
Ein Unfall während der Dreharbeiten zu Mein großer Freund Joe im Juli 1997 führte vorübergehend zu einem verletzungsbedingten Rückzug Petermans von der Filmarbeit. Der Kameramann hatte unter filmischem Equipment gestanden, das plötzlich zusammenbrach und bei ihm Verletzungen (unter anderem einen Beinbruch) hervorrief. Nach der Genesung kehrte Peterman für längere Zeit nicht mehr in seinen Beruf zurück.
Erst zur Jahrtausendwende konnte ihn der Regisseur Ron Howard, mit dem Peterman bereits in den 80er Jahren mehrfach zusammengearbeitet hatte, zu einem weiteren Film überreden. Es sollte Petermans letzte Arbeit hinter der Kamera werden. Nach dieser Arbeit an der Geschichte über einen griesgrämigen Weihnachten-Hasser Der Grinch (nach einer Vorlage von Dr. Seuss) zog sich der 68-jährige Peterman endgültig ins Privatleben zurück.
Peterman gehörte seit 1984 der amerikanischen Kameraleute-Standesorganisation ASC an. Für seine Arbeiten an Flashdance und Star Trek IV: Zurück in die Gegenwart wurde er 1984 respektive 1987 für den Oscar nominiert.

## Filmografie (komplett)
| - 1966: The Bubble (einfacher Kameramann) - 1972: Domo Arrigato - 1974: Kolchak: The Night Stalker (Episode: The Ripper, TV) - 1976: UFOs: It Has Begun (Dokumentarfilm) - 1978: Das Grauen kommt um 10 (When a Stranger Calls) - 1978: King of the Mountain (King of the Mountain) - 1981: Reich und berühmt (Rich and Famous) - 1981: Küß’ mich, Doc (Young Doctors in Love) - 1982: Liebesgrüße aus dem Jenseits (Kiss Me Goodbye) - 1982: Flashdance - 1983: Splash – Eine Jungfrau am Haken (Splash) - 1983: Angriff ist die beste Verteidigung (Best Defense) - 1983: Die Auseinandersetzung (Mass Appeal) - 1984: Die Sieger – American Flyers (American Flyers) | - 1984: Cocoon - 1985: Gung Ho - 1986: Star Trek IV: Zurück in die Gegenwart (Star Trek IV: The Voyage Home) - 1987: Ein Ticket für Zwei (Planes, Trains & Automobiles) - 1987: She’s Having a Baby - 1988: Hände weg von meiner Tochter (She’s Out of Control) - 1990: Gefährliche Brandung (Point Break) - 1992: Der letzte Komödiant – Mr. Saturday Night (Mr. Saturday Night) - 1993: Die Addams Family in verrückter Tradition (Addams Family Values) - 1994: Sprachlos (Speechless) - 1995: Schnappt Shorty (Get Shorty) - 1996: Men in Black - 1997: Mein großer Freund Joe (Mighty Joe Young) - 2000: Der Grinch (How the Grinch Stole Christmas) |